# Arturo Arellano Fontán
Arturo Arellano Fontán (mort el 17 de novembre de 1936) va ser un militar espanyol que va combatre en la Guerra Civil Espanyola.
Al començament de la contesa era capità retirat, i després va passar a integrar-se en el Cinquè Regiment. A la tardor de 1936 va ser posat al comandament de l'acabada de crear 4a Brigada Mixta. Fins a aquest moment havia estat al comandament d'un batalló del Cinquè Regiment. Al novembre la 4a BM va ser enviada al front de Madrid, on ràpidament va intervenir en combat en la Batalla de la Ciutat Universitària. Durant aquests combats va morir Arellano, i fou substituït pel tinent coronel Carlos Romero Giménez.